# Anogcodes
Anogcodes — род жуков-узкокрылок.

## Распространение
В России встречается семь-восемь видов.

## Описание
Жуки достигают в длину 7-14 мм. Тело опушеное. Окрашены в цвета от жёлтого до зелёного или синего с металлическим отблеском. Мандибулы двусторонние. Последний членик челюстных щупиков очень слабо расширенный, узкий и секировидный. Глаза средних размеров, явственно выемчатые. Усики у самок со слабо перетянутым одиннадцатым члеников, у самцов 12-члениковые и часто заметно заходят за середину длины надкрылий. Переднеспинка слабо сердцевидная, с двумя довольно слабыми вдавлениями в медиальной части. Коготки простые.

## Экология
Взрослых жуков обычно можно встретить на цветах.

## Перечень видов
В состав рода входят:
- Anogcodes coarctatus (Germar, 1824)
- Anogcodes ferrugineus (Schrank, 1776)
- Anogcodes fulvicollis (Scopoli, 1763)
- Anogcodes geniculatus (W. Schmidt, 1846)
- Anogcodes ruficollis (Fabricius, 1781)
- Anogcodes rufiventris (Scopoli, 1763)
- Anogcodes schatzmayri (Wagner, 1928)
- Anogcodes seladonius (Fabricius, 1792)
- Anogcodes ustulatus (Scopoli, 1763)
- Anogcodes wartmanni (Pic, 1894)